# 미카미 아키노리
미카미 아키노리(일본어: 三上 明紀, 1969년 6월 12일 ~ )는 일본의 전 축구 선수이다.

## 구단 경력
1988년 일본 사커 리그의 미쓰비시 중공(우라와 레즈)에 입단했다. 1994년까지 27경기에 나서 1득점을 기록했다. 1994년후 현역 은퇴.